# Easenhall
Easenhall – wieś w Anglii, w hrabstwie Warwickshire, w dystrykcie Rugby. Leży 24 km na północny wschód od miasta Warwick i 130 km na północny zachód od Londynu.